# Astiphromma peltolatum
Astiphromma peltolatum är en stekelart som beskrevs av Schwenke 2004. Astiphromma peltolatum ingår i släktet Astiphromma och familjen brokparasitsteklar. Inga underarter finns listade.